# Stenen Silo
De Stenen Silo is een voormalige graansilo aan de Silodam in Amsterdam. De 19e-eeuwse silo werd in 1996 tot rijksmonument verklaard. De silo heet officieel Korthals Altes naar Jan Philip Korthals Altes, gemeenteraadslid en directeur van de N.V. Maatschappij tot Exploitatie van Graansilo’s en Pakhuizen.

## Bouw en gebruik
De silo werd in 1896-1898 gebouwd naar een ontwerp van architect Jacob Frederik Klinkhamer, met hulp van Adolf Leonard van Gendt in opdracht van Korthals Altes. Korthals Altes was de directeur van de N.V. Maatschappij tot Exploitatie van Graansilo's en Pakhuizen. Korthals Altes had al in 1888 gepleit voor de bouw van de silo om de graanvoorziening van Amsterdam veilig te stellen, voor het geval dat de stad belegerd zou worden. Het gebouw werd daarmee onderdeel van de Stelling van Amsterdam.
De silo, met een lengte van 105 meter, bestond uit 60 stortschachten met elk een oppervlak van 15m². In totaal kon er 17 miljoen kilo graan worden opgeslagen. Verder was er een ketelhuis, schoorsteen en dienstwoning uitgevoerd in een eclectische trant. Via lopende banden werd het graan overgebracht naar binnenvaartschepen of treinwagons. In het mulderij- of reinigingsgebouw in het middengedeelte, tussen de twee blinde vleugels, stonden de stoommachines, de reinigingsapparatuur en was het kantoor. In 1902 kwamen er pneumatische graanzuigers. Deze zogen het graan uit het ruim omhoog waardoor graanschepen nog sneller gelost konden worden.

## Herbestemming
Toen de Stenen Silo te klein bleek, werd in 1952 de naastgelegen Betonnen Silo gebouwd. In de jaren 1980 raakten de silo’s verouderd. Met de komst van een nieuw en modern graanopslagcomplex van de IGMA aan de Vlothaven werden ze overbodig en kwamen leeg te staan. Beide silo's werden gekraakt en er werden regelmatig dancefeesten gehouden. Ook waren er een restaurant, een bakkerij, galeries en studio's.
Er waren vergevorderde plannen om beide silo's te slopen en te vervangen door nieuwbouw, maar het industrieel erfgoed werd gered toen de Stenen Silo in 1996 tot rijksmonument werd verklaard. De graansilo met bijbehorende onderdelen hebben architectuurhistorische waarde wegens de sobere eclectische utiliteitsbouw van verzorgd gedetailleerde baksteen-architectuur. Het heeft ook industrieel-archeologische waarde als tamelijk vroeg en zeldzaam geworden voorbeeld van een geheel in baksteen uitgevoerd silogebouw met elevatortoren alsook wegens de markante, historisch-functionele situering aan Het IJ.
Na een grondige verbouwing tot woontoren, naar ontwerp van André van Stigt, is de Stenen Silo sinds 2001 in gebruik als woon- en werkruimte met 92 vrijesectorwoningen en zo'n 4.500 m2 bedrijfsruimte.

## Afbeeldingen

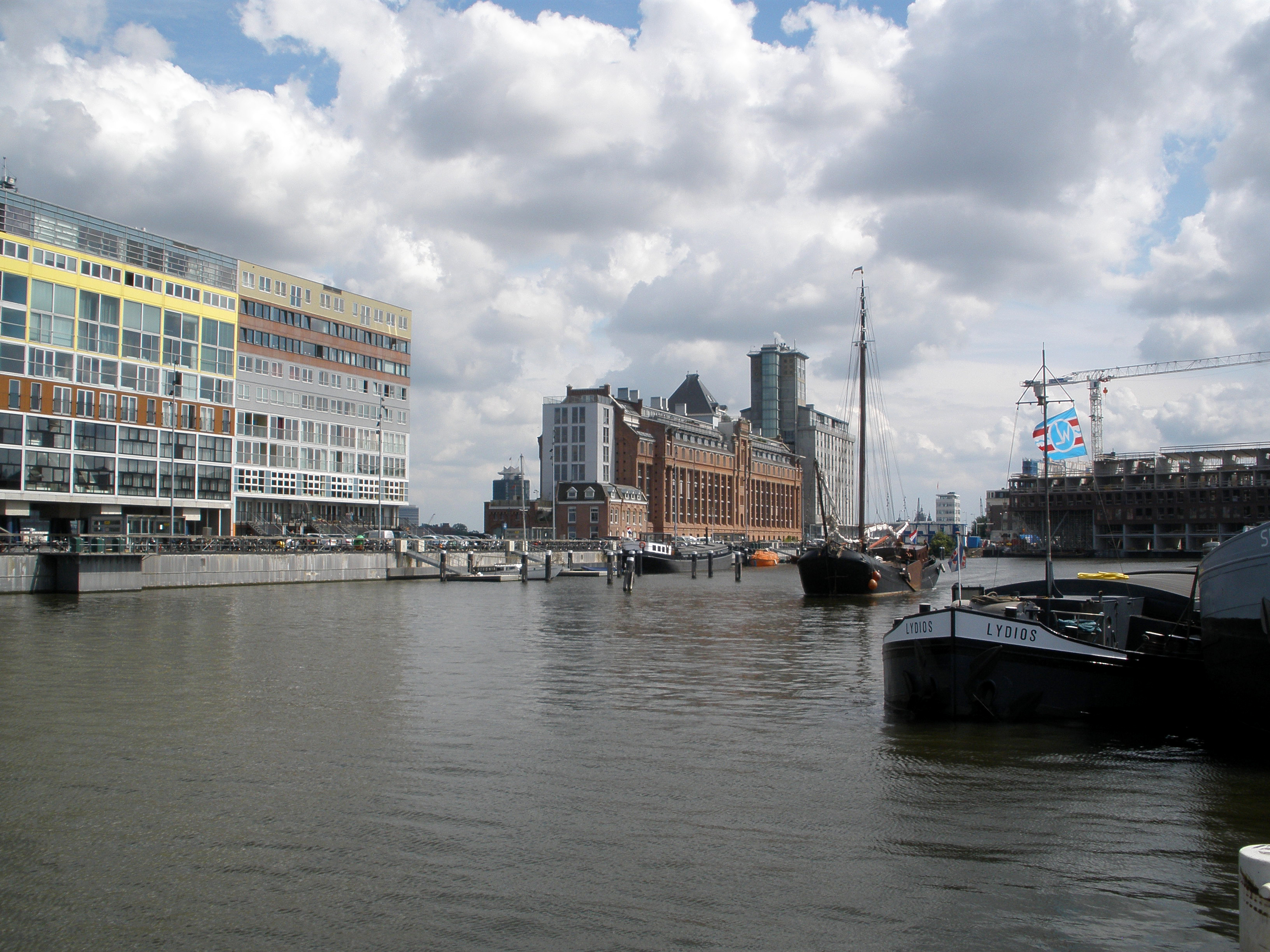
De Silodam gezien vanuit de Oude Houthaven met in het midden (donkerrood) de Stenen Silo
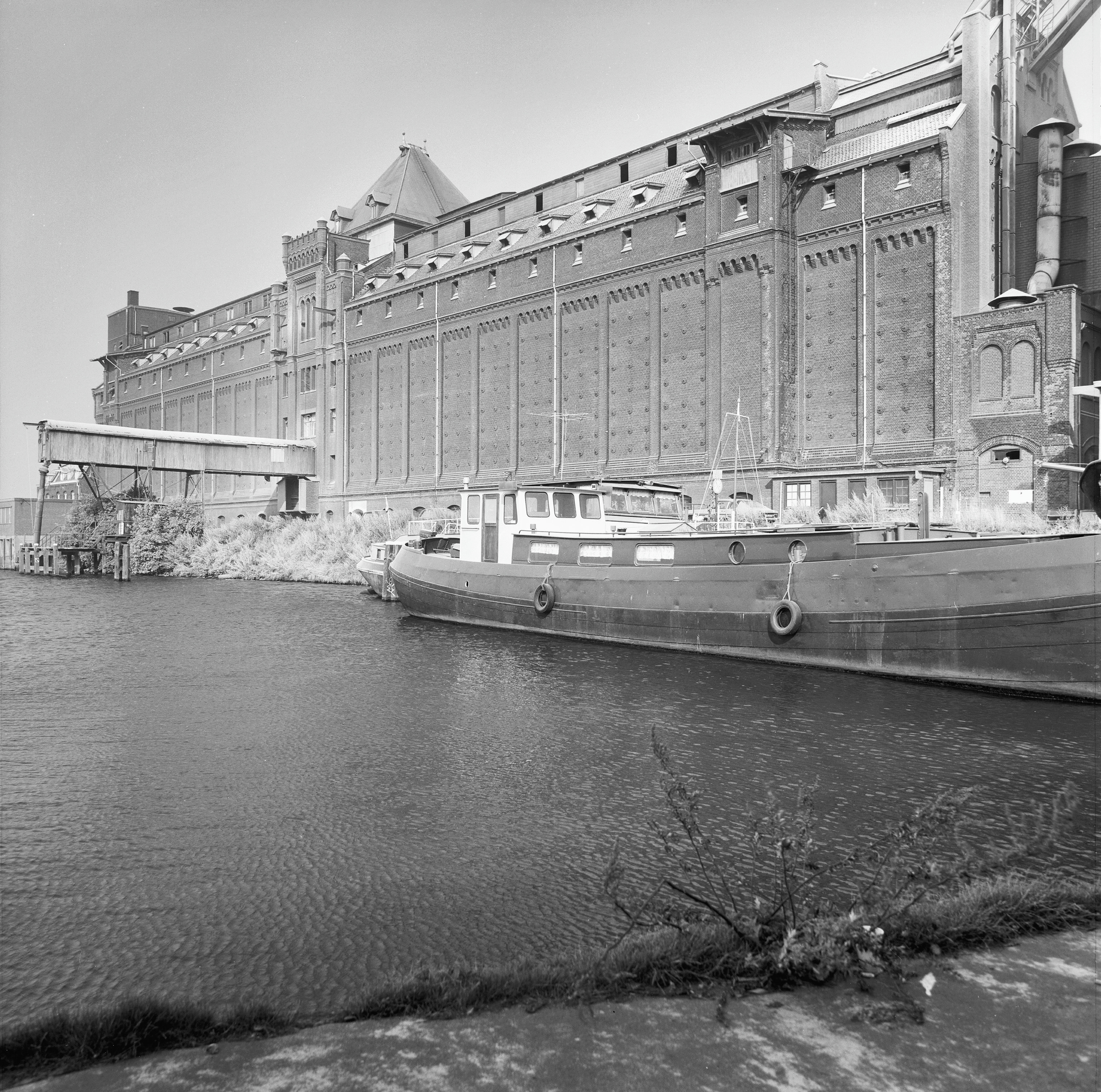
De graansilo Korthals Altes nog in gebruik voor opslag in de jaren 1970
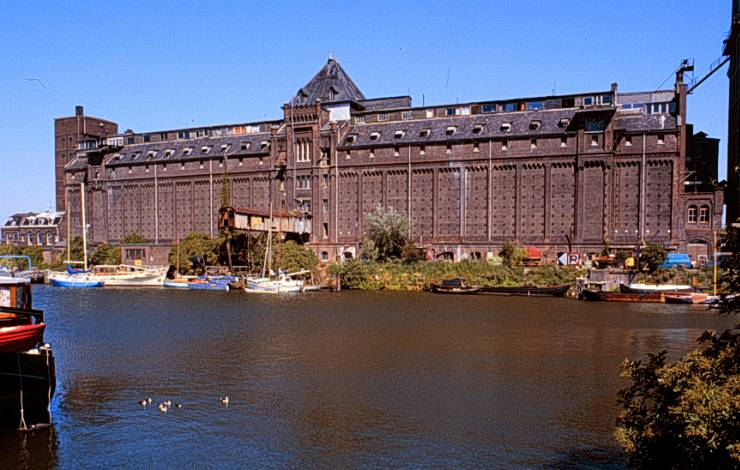
De graansilo als kraakpand, nog zonder ramen aan de voorzijde